# Innisidgen
Die Eingangsgräber von Innisidgen Upper und Innisidgen Lower sind Dolmen aus der Bronzezeit (2500–750 v. Chr.) der Scilly-Inseln, die wie einige 100 anderer Denkmale auf den Kuppen und Hochebenen liegen.

## Innisidgen
Die Eingangsgräber von Innisidgen auf der Scilly-Insel St Mary’s liegen nahe der Küste zwischen Feldern. Ihre gegenwärtige Lage ist das Ergebnis des Anstiegs des Meeresspiegels. Beide Anlagen waren ausgeraubt, als sie in der Neuzeit betreten wurden.

## Innisidgen Upper
Innisidgen Upper oder Innisidgen Carn, ist eines der am besten erhaltenen Eingangsgräber auf den Scillys. Der ovale Hügel misst etwa neun auf acht Meter und ist etwa zwei Meter hoch. Die Randsteine des Hügels sind auf der Nordseite fast einen Meter hoch. Spuren einer Plattform umgeben den Hügel. Ein kurzer, offener Gangbereich führt zum Zugang auf der Ostseite, der von einem massiven Sturz bedeckt ist. Vier Decksteine bilden das Dach der rechteckigen 4,5 m lang und etwa 1,5 m hohen Kammer.

## Innisidgen Lower
Das stärker beschädigte Lower Innisidgen liegt 90 m nordwestlich und hat nur zwei seiner Decksteine und einige Randsteine behalten. Der Hügel selbst enthält Felsblöcke. Der Zugang zur Kammer liegt auf der Südseite.
Ein prähistorisches Feld System überlebt am nördlichen Hang des Hügels neben den Anlagen.
Die enge Verpaarung der Denkmäler mit der Kulturlandschaft ist eine Besonderheit der Scilly-Inseln.

## Kontext
Eingangsgräber (auch „Scillonian Entrance Grave“ oder „West County Tomb“ genannt) sind eine megalithische Bauform, die sich außer auf den Scilly-Inseln auch in Cornwall, auf den Kanalinseln und 5-mal im irischen County Waterford findet. In Frankreich insbesondere in der Bretagne sind sie als „Dolmen in V-Form“ bekannt. Auf den Scilly-Inseln liegen die meisten in annähernd runden Hügeln, die von Randsteinen eingefasst sind und eine eher rechteckige Kammer aus großen Granitplatten bedecken. Einige Hügel liegen auf einer großen, mit Steinen gefassten Plattform. Die ausgegrabenen Anlagen enthielten menschliche Knochen und Leichenbrand in Urnen. Der Knackyboy Carn auf St. Martin enthielt die Überreste von mindestens 60 Individuen. Eingangsgräber scheinen auf den Scillys länger als in den anderen Regionen in Gebrauch gewesen zu sein.